# Ville-di-Paraso
Ville-di-Paraso est une commune française située dans le département de la Haute-Corse et le territoire de la collectivité de Corse. Le village appartient à la piève de Tuani, en Balagne.

## Géographie

### Situation
Ville-di-Paraso appartient à la microrégion du Regino, dans la partie orientale de la Balagne. Elle se trouve actuellement dans le canton de L'Île-Rousse composé de 21 communes. Elle est située dans l'ancienne pieve de Tuani.
Communes limitrophes

### Géologie et relief
Son territoire est situé dans le massif du Monte Cinto dont il occupe en partie les contreforts septentrionaux, dans la « Corse occidentale cristalline » à granites monzonitiques porphyroïdes (granite à porphyroïdes de la région de Calvi) qui domine à 90 % avec quelques secteurs avec des sédiments quaternaires (cuvette du Regino) et des formations sédimentaires et métamorphiques. Cette zone est formée pour l’essentiel, par un vaste batholite (formé entre -340 et -240 Ma), issu d’un cycle plutonique carbonifère.
La vallée du Regino dont elle fait partie est une zone dépressionnaire dans la partie orientale de la Balagne, située entre la chaîne de hautes montagnes qui la ceint au sud et son littoral à Lozari (Belgodère, Palasca) au nord, se trouvant au sud de l'agglomération île-roussienne.
Ce territoire est une bande de terre longue de 8 km et de moins de 2 km dans sa partie la plus large, orientée dans un axe sud-nord. Il se compose de trois parties aux reliefs différents :
- la partie haute au sud, au-dessus de 450 m-500 m allant jusqu'à 1 120 m culmine à l'extrémité méridionale de la commune. Cette partie présente de grandes surfaces de roches nues ;
- la partie septentrionale ou « plaine » -un secteur agricole composé de nombreux vergers et vignobles-, traversée par le fleuve Regino depuis le moulin de Salti (50 m d'altitude), jusqu'au point le plus bas communal, soit 31 m au-dessus du niveau de la mer, en pénétrant sur Occhiatana ;
- la partie centrale, collinaire, entre 150 m et 450 m, habitée, comprenant le village et les hameaux alentour.

### Hydrographie
La commune de Ville-di-Paraso est traversée par le fleuve Regino, depuis le moulin de Salti jusqu'à la limite communale de Costa, soit un parcours de 1,4 km. Au cours de sa traversée, le fleuve reçoit les eaux du ruisseau de Cervione qui naît sur la commune.
Au sud, venant de Speloncato, coule le ruisseau de Centu Mezzini qui prend en aval le nom de ruisseau de Pinzu Corbo avant de confluer avec le ruisseau de Catarelle, autre affluent du Regino. Il reçoit les eaux du ruisseau de San Simone dont le sud communal est le bassin versant.

## Urbanisme

### Typologie
Au 1er janvier 2024, Ville-di-Paraso est catégorisée commune rurale à habitat dispersé, selon la nouvelle grille communale de densité à sept niveaux définie par l'Insee en 2022.
Elle est située hors unité urbaine. Par ailleurs la commune fait partie de l'aire d'attraction de L'Île-Rousse, dont elle est une commune de la couronne,. Cette aire, qui regroupe 12 communes, est catégorisée dans les aires de moins de 50 000 habitants,.

### Occupation des sols
L'occupation des sols de la commune, telle qu'elle ressort de la base de données européenne d’occupation biophysique des sols Corine Land Cover (CLC), est marquée par l'importance des forêts et milieux semi-naturels (64,7 % en 2018), néanmoins en diminution par rapport à 1990 (69,5 %). La répartition détaillée en 2018 est la suivante : 
milieux à végétation arbustive et/ou herbacée (47,9 %), zones agricoles hétérogènes (23,7 %), cultures permanentes (11,6 %), forêts (11,4 %), espaces ouverts, sans ou avec peu de végétation (5,4 %). L'évolution de l’occupation des sols de la commune et de ses infrastructures peut être observée sur les différentes représentations cartographiques du territoire : la carte de Cassini (XVIIIe siècle), la carte d'état-major (1820-1866) et les cartes ou photos aériennes de l'IGN pour la période actuelle (1950 à aujourd'hui).

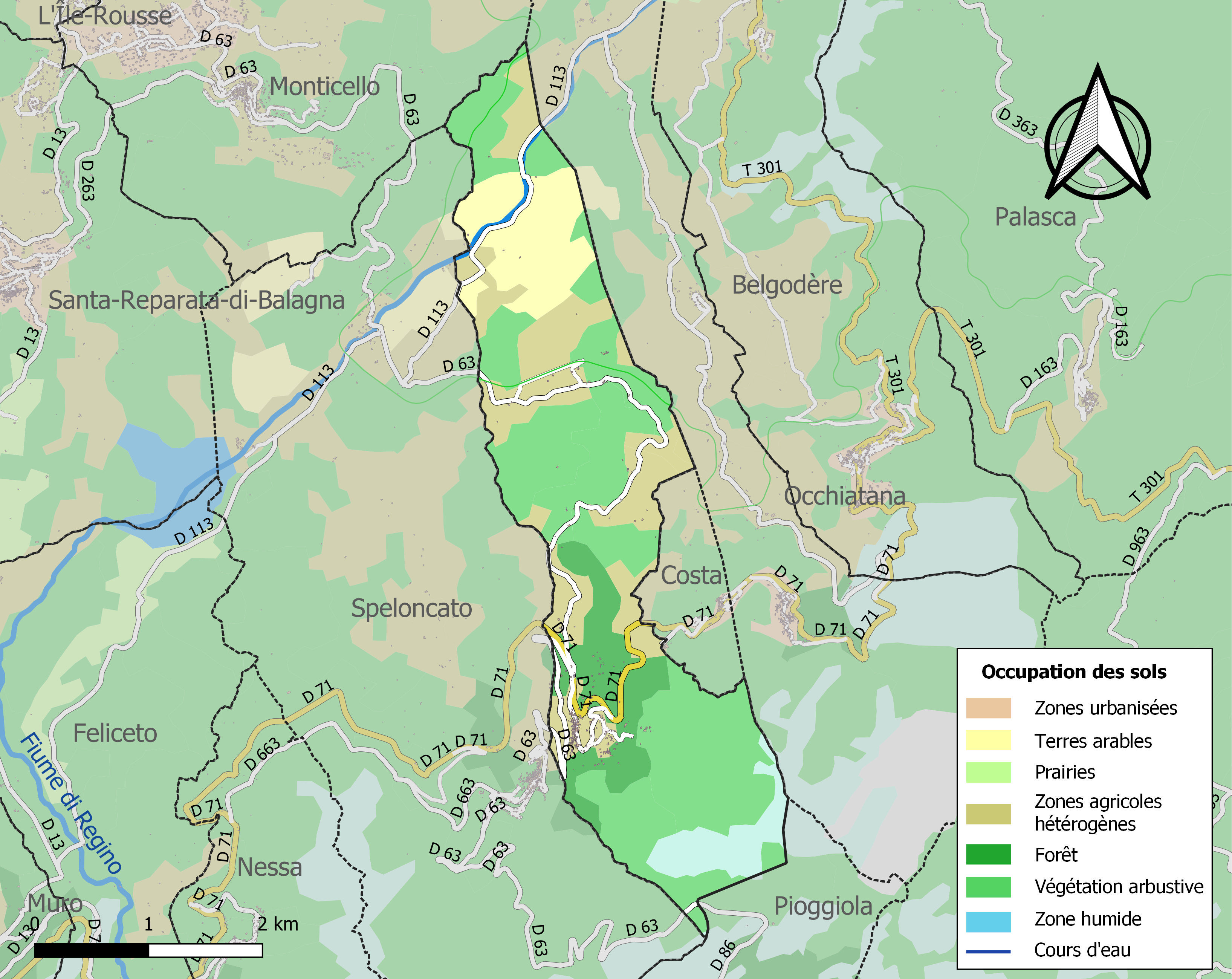
Carte des infrastructures et de l'occupation des sols de la commune en 2018 (CLC).

## Toponymie
Le nom corse de la commune est e Ville di Balagna /ɛ ˌβilɛ ði waˈlaɲa/.

## Histoire

### Préhistoire
Le site a connu une importante occupation durant la pré et la protohistoire. Des habitats du néolithique ont été mis au jour notamment à Monte Ortu et Capu Braggaghju (Lumio), Carcu (Cateri) et à proximité de Speloncato sur le site de Mutola (actuellement commune de Ville-di-Paraso).

### Antiquité
Des fouilles archéologiques sur le site de Mutola ont permis la mise au jour de fragments d'amphores qui témoignent d'une fréquentation à l'époque romaine.

### Moyen Âge
Dès l'an 800, pendant un siècle, les Sarrasins vont envahir la Corse et couper toute relation avec le Continent. La toponymie en Balagne permet de révéler le souvenir de leur présence : Punta a i Mori,  Muratu, Muratellu, Capu di Moru, ... les deux derniers sont aujourd'hui sur la commune de Ville-di-Paraso.
Au XIe siècle, à partir de la fin des années 1070 ou du début de la décennie suivante, des chevaliers participent avec les marquis Obertenghi aux côtés de l'évêque de Pise, à l’expédition pour la reconquête et à la mise en place d'une nouvelle administration dans l'île. Alberto IV Rufo serait le premier marquis à exercer un pouvoir effectif et reconnu sur l'île. Son fils Hugues lui succède. Sa présence est attestée dans l'île jusque vers 1124.
En Balagne, les forces sont commandées par les membres de la famille De Pino qui, peu après la reconquête,  édifient un château à Sant'Antonino.
Il s'agit d'une famille importante et proche des marquis Obertenghi, au moins à la fin du XIe siècle. Originaires de la pieve de Pino, au centre de la Balagne, les seigneurs de Pino, I Pinaschi, étaient à cette époque, largement possessionnés dans tout le nord-ouest de la Corse ; mais ses membres étaient propriétaires de domaines fonciers beaucoup plus au nord. « Le marquis [Obertenghi] apparaît souvent entouré des seigneurs Pinaschi et plus occasionnellement des Amondaschi - Archives départementales de Corse-du-Sud, IH1, 15. S. P. P. Scalfati, Les documents du « Libro Maestro G di Gorgona ». ».

#### Castellum de Mutula
Mutula pourrait appartenir aux seigneurs de Pino. Le château est situé dans la basse vallée du Regino, en Balagne. Il est installé sur un tertre naturel (altitude 261 m), nommé Mutola (a Mudua) sur les cartes IGN, d'une trentaine de mètres de hauteur d'où il domine un petit terroir fertile et intensément exploité au XIIe siècle. Les marquis y possédaient de nombreux alleux, principalement sur le versant droit du ruisseau de Catarelle, dont certains seront abandonnés aux abbayes de la Gorgone et de San Venerio del Tino entre la fin du XIe siècle et le début du XIIe siècle.

« Entre 1118 et 1131, est mentionné de manière non équivoque et dans un document digne de foi le premier château : le castellum de Mutula. Nous ne connaissons pas directement les propriétaires de ce lieu fortifié mais il est permis de faire quelques suppositions. L'acte dans lequel apparait Mutula est une renonciation de trois personnages de la famille de Pino à tous les biens que Lanfrancus dit Mazzacorta avait légué au monastère de la Gorgone, probablement en 1116. »

— Daniel Istria, Les marquis Obertenghi dans le nord de la Corse (fin du XIe siècle-milieu du XVe siècle) p. 237.
.
Le site sur lequel ne subsistent que deux structures seulement, une pièce quadrangulaire d'environ 25 m2 ainsi qu'un petit rempart, semble avoir été abandonné rapidement, probablement dans le courant du XIIe siècle.
Au XIIIe siècle, quand le fief sera partagé entre trois cousins héritiers des Pinaschi, l'un des membres de cette famille surnommé Malpensa édifiera le château de Speloncato, Malaspina s'en alla à Sant'Antonino qui était la résidence seigneuriale, pendant que le troisième héritier Malafidanza s'installera à Braggaghju (Capu Bracajo) au-dessus de Lumio. Les trois cousins se feront une guerre sanglante.
Des mésententes entre ces trois seigneurs conduisent à plusieurs attaques du château de Speloncato. Giovanni della Grossa en fait état dans sa Chronique.
Un siècle plus tard, le seigneur de Speloncato se heurtera au marquis de Massa installé au château de San Colombano et agissant au nom de Pise et du Pape pour reprendre en main les seigneuries locales. Le seigneur de Speloncato nommé Marovello s'attaque au château des Massa à Belgodère et le détruit.
La pieve de Tuani dans laquelle se situait Ville-di-Paraso, ainsi que les pièves de Sant'Andrea et d'Ostriconi, relevaient du diocèse de Mariana - Accia.
La piève de Tuani jouxtait celle de Santo Andrea. La ligne de partage des deux Pieve passe au centre du village qui possède ainsi deux églises paroissiales : San Michele dépendant de Tuani et Santa Catalina dépendant de Sant'Andrea. San Michele est devenu l'église piévane après l'abandon de l'église pievane San Giovanni Baptista (sur Ville-di-Paraso) proche du couvent de Tuani (sur Costa). 
Monseigneur Giustiniani, évêque génois du Nebbio, cite les hameaux de Giustiniani, de Cavalleragie ainsi que de « Villa di Speloncato » qui participera plus tard à la constitution de la commune de Ville-di-Paraso.

### Temps modernes
Au début du XVe siècle, aucune implantation de couvent n'avait été encore réalisée. Le christianisme s'implante solidement en Balagne avec les seigneurs toscans venus libérer la Corse du joug sarrasin. Les moines sont chargés de l'évangélisation. Les seigneurs locaux et les possédants vont faire des dons de terres et de bâtiments aux abbayes bénédictines de Toscane et de Ligurie dont celle de Gorgone, pour faciliter cette influence monastique.
Au début du XVIIIe siècle, avant la grande révolte des Corses contre les Génois (1729-1769), le nom était Ville dans la pieve de Tuani, qui faisait alors partie de la province génoise de Balagna et relevait de la juridiction civile d'Algajola et Calvi.
« Quella di Tuvani con 7.ville principali frà quali Belgodere, Ochiatana, Costa, Speloncato, e Ville con un conuvento di Franti minori di S.Francesco contiene 2030.abitanti. ».
- 1768 - 15 mai, après la cession de la Corse à la France par les Génois, l'île passe sous administration militaire française. Les circonscriptions administratives territoriales sont révisées. Ville se trouvait dans la pieve de Paraso.
- 1789 - La Corse fait partie du royaume de France. Onze juridictions royales la composent : Aiacciu, Aleria, Bastia, Bonifaziu, Calvi et Balagna, Capicorsu, Corti, A Porta d’Ampugnani, Nebbiu, Sartè et Vicu.
- 1790 - 26 février, par décret la Corse est partagée en neuf districts (ex-juridictions) : Bastia, Oletta, A Porta, Cervioni, Corti, l'Isula Rossa, Aiacciu, Tallà et Vicu. Le district est partagé en cantons (ex-pievi), le canton en communes. Le 4 mars, peu après la Révolution française, est créé le département de Corse. La pieve de Paraso devient le canton de Paraso.
- 1793 - Le département de El Golo (l'actuelle Haute-Corse) est créé. La commune se trouvait dans le district de Calvi (qui devient en 1801 l'arrondissement de Calvi). Elle portait le nom de Ville (An II). Le canton est celui de Paraso.
- 1794-1796 : l'île devient le Royaume de Corse (plus communément royaume anglo-corse).
- 1801 - On retrouve le même nom de Ville au Bulletin des lois, puis Ville-di-Paraso.
- 1828 - Le canton de Paraso devient le canton de Belgodère[16].

### Époque contemporaine
- 1926 - Ville-di-Paraso bascule dans l'arrondissement de Bastia.
- 1943, la commune réintègre l'arrondissement de Calvi.
- 1954 - Le canton de Belgodère est constitué avec les communes de Belgodère, Costa, Novella, Occhiatana, Palasca et Ville-di-Paraso.

## Politique et administration

### Liste des maires
| Période                                  | Période                     | Identité                   | Étiquette | Qualité  |
| ---------------------------------------- | --------------------------- | -------------------------- | --------- | -------- |
| Les données manquantes sont à compléter. |                             |                            |           |          |
| vers 1897                                | ?                           | Don Pierre Malaspina       |           |          |
|                                          |                             | Mathieu Canioni            |           |          |
|                                          |                             | Jean Leoni                 |           |          |
| ?                                        | En cours (au 30 avril 2014) | Pierre Baptiste Maestracci | DVD       | Retraité |

## Population et société

### Démographie
L'évolution du nombre d'habitants est connue à travers les recensements de la population effectués dans la commune depuis 1800. Pour les communes de moins de 10 000 habitants, une enquête de recensement portant sur toute la population est réalisée tous les cinq ans, les populations de référence des années intermédiaires étant quant à elles estimées par interpolation ou extrapolation. Pour la commune, le premier recensement exhaustif entrant dans le cadre du nouveau dispositif a été réalisé en 2005.

En 2022, la commune comptait 206 habitants, en évolution de −4,19 % par rapport à 2016 (Haute-Corse : +5,15 %, France hors Mayotte : +2,11 %).
| 1800 | 1806 | 1821 | 1831 | 1836 | 1841 | 1846 | 1851 | 1856 |
| ---- | ---- | ---- | ---- | ---- | ---- | ---- | ---- | ---- |
| 542  | 580  | 603  | 683  | 690  | 719  | 763  | 785  | 770  |

| 1861 | 1866 | 1872 | 1876 | 1881 | 1886 | 1891 | 1896 | 1901 |
| ---- | ---- | ---- | ---- | ---- | ---- | ---- | ---- | ---- |
| 758  | 765  | 760  | 757  | 714  | 656  | 754  | 780  | 714  |

| 1906 | 1911 | 1921 | 1926 | 2005 | 2006 | 2010 | 2015 | 2020 |
| ---- | ---- | ---- | ---- | ---- | ---- | ---- | ---- | ---- |
| 604  | 669  | 461  | 545  | 168  | 174  | 179  | 211  | 207  |

| 2022 | - | - | - | - | - | - | - | - |
| ---- | - | - | - | - | - | - | - | - |
| 206  | - | - | - | - | - | - | - | - |

Ville-di-Paraso a compté jusqu'à 785 habitants en 1851.

### Manifestations culturelles et festivités
- Le 8 septembre, A Nativita di a Maria, a lieu la fête du village.

### Culte
L'église paroissiale San Simonu relève du diocèse d'Ajaccio.

## Culture locale et patrimoine

### Lieux et monuments

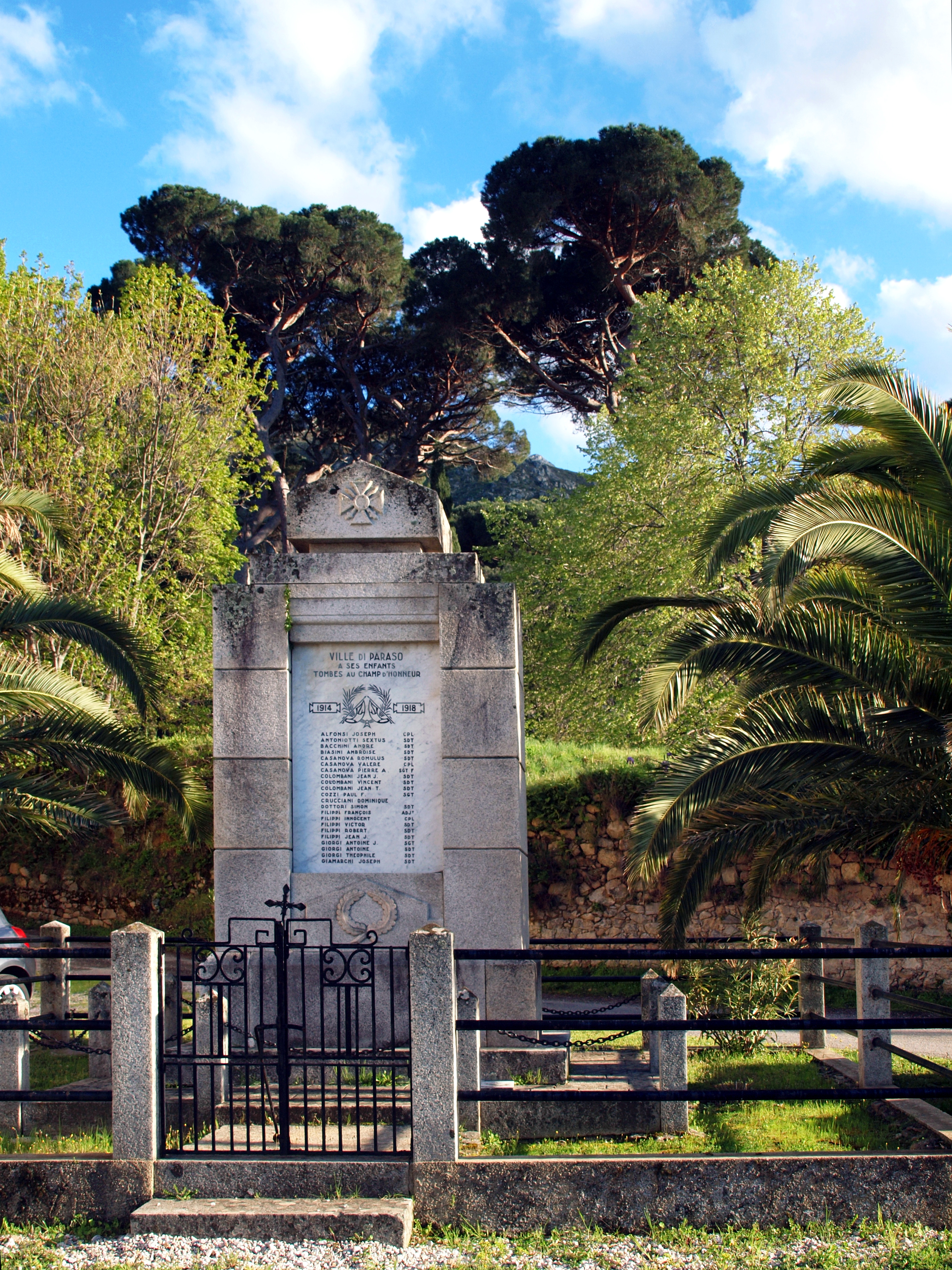
Monument aux morts de 1914-1918.

- Monument aux morts de la Première Guerre mondiale situé à proximité de l'église paroissiale San Simonu.
- Pont génois sur le ruisseau de Centu Mezzini (il prend le nom de ruisseau de Pinzo Corso en aval du pont), « à cheval » sur Costa et Ville-di-Paraso.

#### Église Saint-Simon

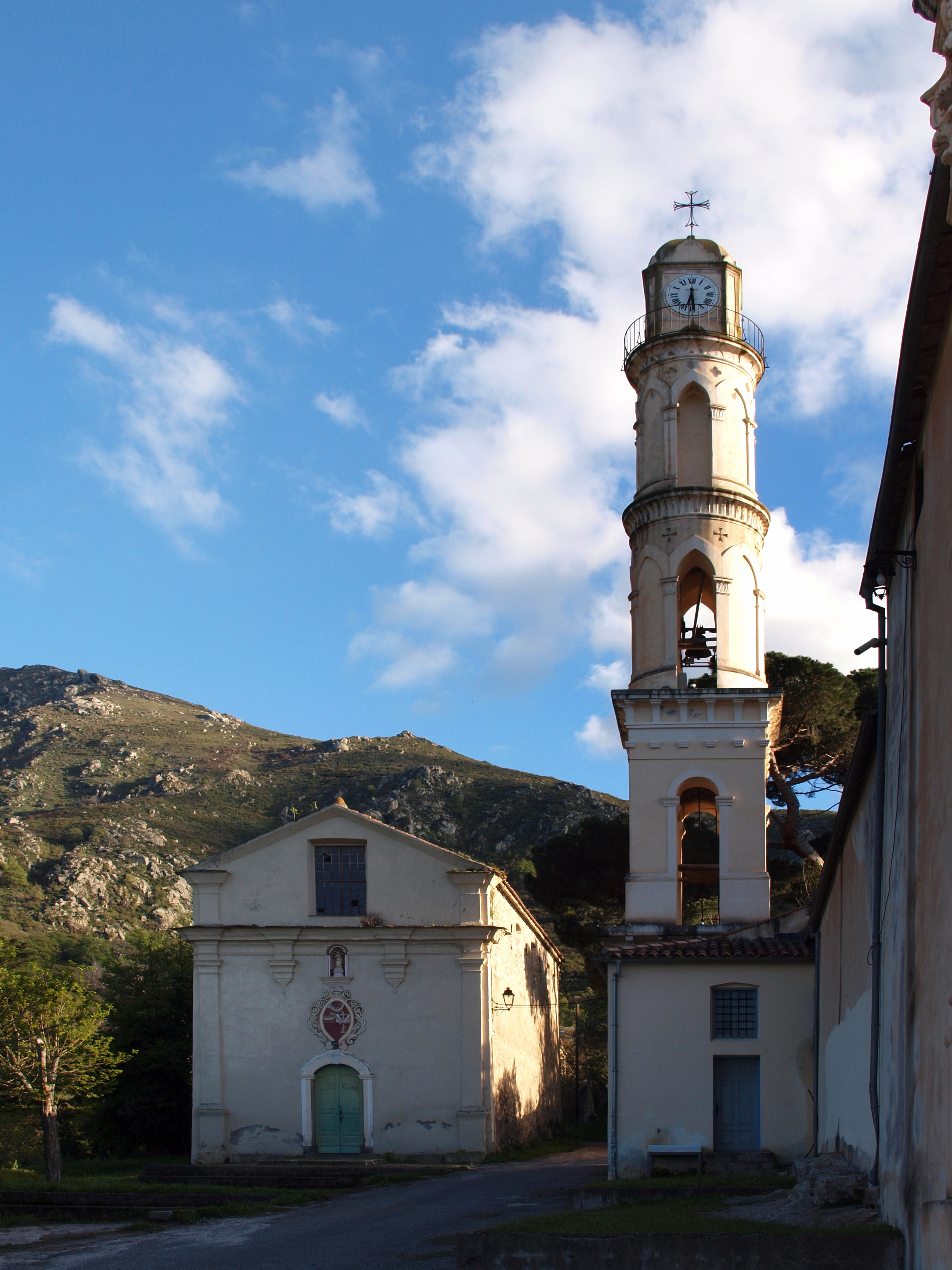
Clocher de l'église paroissiale.

L'église paroissiale Saint-Simon (San Simonu) d'architecture baroque, date du XVIIIe siècle. C'est un grand édifice doté d'un clocher à 4 étages avec horloge, construit hors du village sur un promontoire à 300 m d'altitude.

#### Chapelle de confrérie Santa Croce

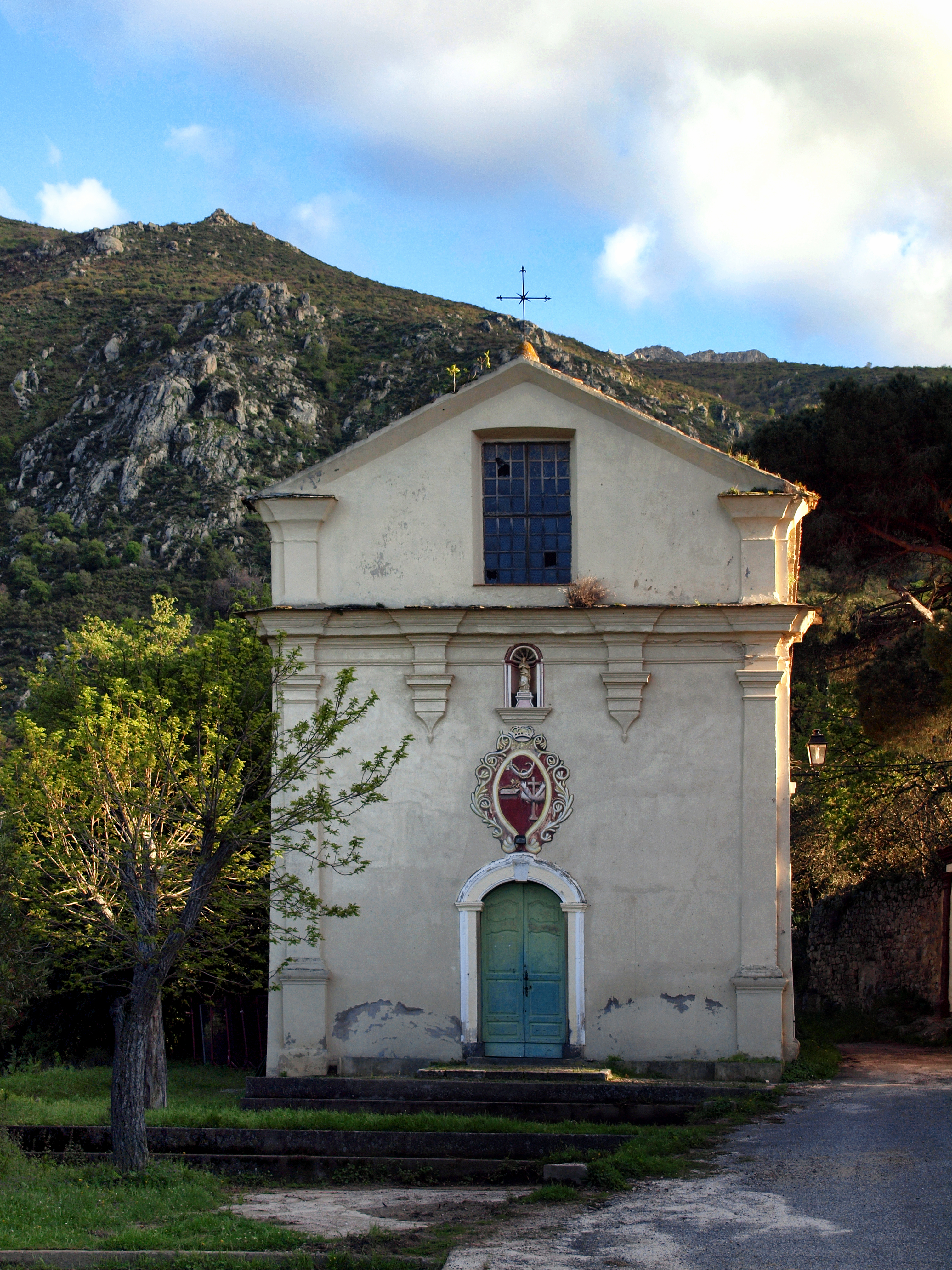
Chapelle de confrérie Sainte-Croix.

La chapelle de confrérie (Casazza) Sainte-Croix (Santa Croce) est voisine de l'église paroissiale. Elle date également du XVIIIe siècle. Sa façade principale (ou occidentale) présente une niche avec une statuette de la Vierge au-dessus du portail. Entre les deux se trouvent des armoiries, un « emblème franciscain » appelée « conformités ».

#### Chapelle Saint-Roch

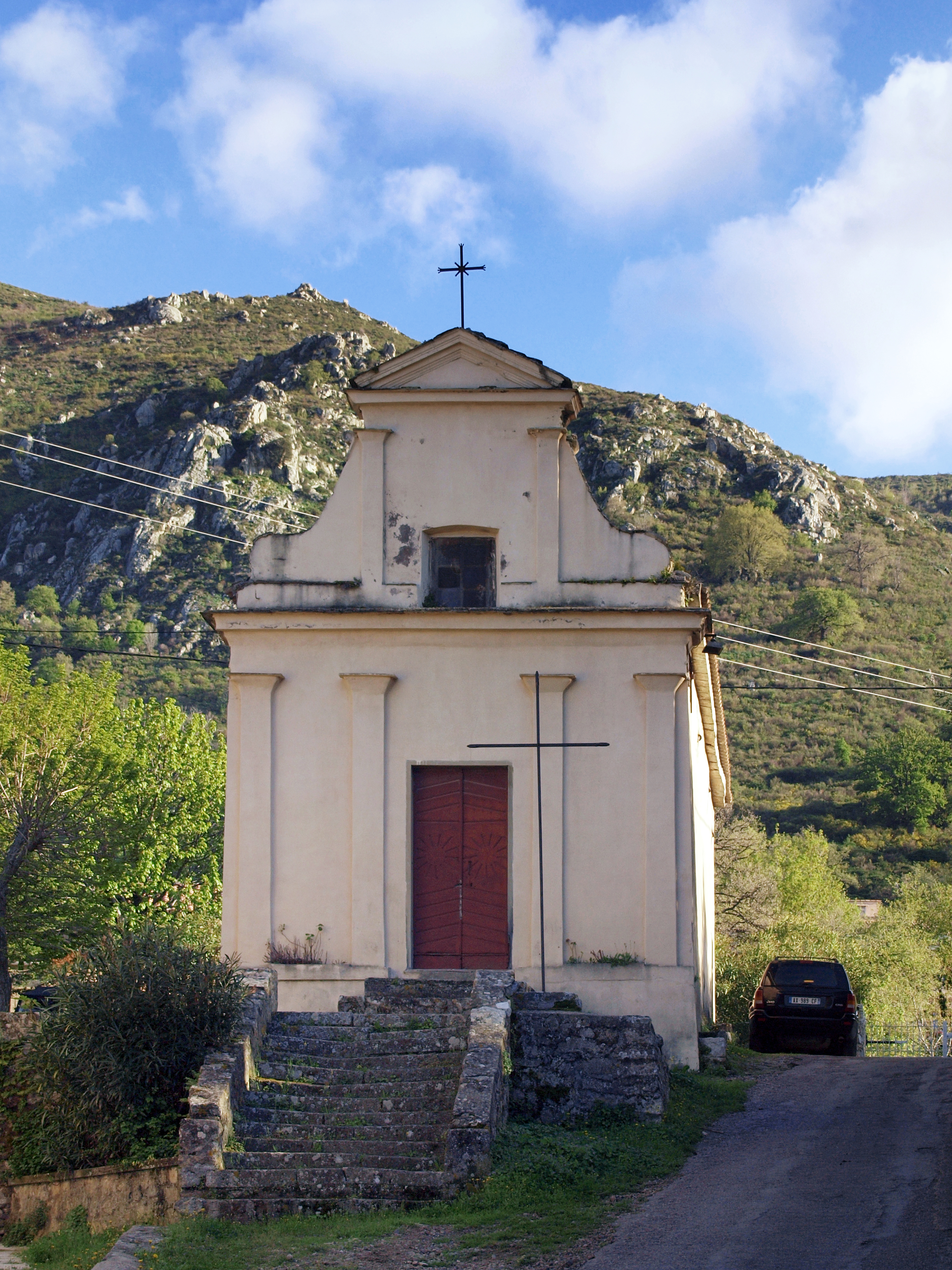
Chapelle Saint-Roch.

La chapelle Saint-Roch (San Roccu) est un petit édifice qui se situe au-dessus et en arrière de la chapelle de confrérie Sainte-Croix et de l'église paroissiale.

### Personnalités liées à la commune
- Jean Sirinelli (1921-2004), helléniste né à Ville-di-Paraso.